# أنوشكا تيشير
أنوشكا تيشير (بالألمانية: Anuschka Tischer)‏ (ولدت في 30 يوليو 1968 في آرنسبرغ، ألمانيا) هي مؤرخة في جامعة فورتسبورغ. عملت كمساعدة لمؤسسة روبرت بوش للتاريخ في جامعة لاتفيا في ريغا، ومساعد علمي في جامعة فيليبس في ماربورغ. وهي زميلة أبحاث سابقة في سلسلة طبعة "Acta Pacis Wesphalicae"، وقد نشرت أعمالًا عن الدبلوماسية الفرنسية في صلح وستفاليا وتعمل حاليًا أبحاث في الحرب الفرنسية الإسبانية في 1650.
حصلت تيشير على ماجستير في الآداب. أطروحة الماجستير كانت في جهود الإصلاح من الإمبراطور ماكسيميليان الأول في الجيش وتنظيم الحرب من الإمبراطورية [ أطروحة الماجستير عن الإمبراطور ماكسيميليان أنا محاولات لإصلاح الجيش وتنظيم عسكري للإمبراطورية ]. حصلت على درجة الدكتوراه في عام 1998 مع أطروحتها حول تغيير السياسة الخارجية من ريشيليو إلى مازارين، باستخدام مثال الدبلوماسية الفرنسية في سلام وستفاليا كمثال على الدبلوماسية الفرنسية في «سلام وستفاليا». لقد كتبت الدبلوماسيين والدبلوماسيين الفرنسيين في مؤتمر «سلام وستفاليا». السياسة الخارجية في عهد ريشيليو ومزارين [ الدبلوماسيّة والدبلوماسيّين الفرنسيّين في مؤتمر ويستفاليا للسلام: السياسة الخارجية في عهد ريشيليو ومزارين ] ، نُشِرَ في عام 1999.
إلى جانب ديريك كروكستون، كتبت كتاب «سلام وستفاليا»: «قاموس تاريخي».

## روابط خارجية
- Curriculum Vitae
- Review of one of her books, and a book by Derek Croxton - In German
- Reviews of A Historical Dictionary